# Егмонт (планина)
Планина Егмонт или Таранаки (енг. Mount Egmont или Mount Taranaki) је успавани вулкан у региону Таранаки на западној обали Северног остврва Новог Зеланда. То је друга по реду највиша тачка на Северном остврву, после планине Руапеху. Налази се на висини од 2518 метара.
Данас је Егмонт једна од најпосећенијих планина на Новом Зеланду. Сваке године има најмање 240 000 посетилаца, а многи од њих иду до самог врха добро утабаном стазом. Подручје у кругу од 10 км од врха заштићено је од 1881. године. Граница је лако уочљива: унутар ње налазе се шуме, а изван ње су обрађена поља.

## Настанак и историја
Овај вулкан настао је експлозијом пре отприлике 70 000 година, после гашења вулкана Поуакаи и Каитаке који се налазе северно од њега.
Капетан Џејмс Кук, британски истраживач, назвао је Егмонт 1770. године по некадашњем министру ратне морнарице. 

### Легенда
Народ Маори верује да је планина Егмонт, коју они називају Таранаки, на ово место доспела на рту Егмонт захваљујући љутњи љубавника. Таранаки је некада живео на средини Северног острва, али се борио са другом мушком планином по имену Тонгариро, за женску планину Пихангу. Таранаки је наводно изгубио и отишао на југозапад, изубивши притом кланац реке Вангануи.

### Ерупције
Егмонд је био успавани вулкан све до почетка 17. века.Од тада је Егмонт повремено активан и избаци потоке блата и камења. Највећа ерупција догодила се 1500. године, када је из вуклана излетело толико камења да је сравнило шуму на обронцима вулкана. Последња велика ерупција била је 1665. године, а још једна мања забележена је 1775. године.

## Живот у близини вулкана
Осим што ерупција уништава све пред собом, има и своје предности. Земљорадници који обрађују поља у близини вулкана, имају плодну земљу управо захваљујући вулканском пепелу. Плодно земљиште и обилне кише омогућавају живот богатог и разноликог биљног света и инсеката на обронцима Егмонта. Неке врсте су ендемске и не живе ни на једном другом месту на свету, будући да је планина изолована попут острва. Међу таквим јединственим врстама, ту су две врсте планинског красуљка, папрат и два ретка мољца. Биљни лавиринт који покрива ниже падине до висине око 900 метара, меша се са стаблима дрвећаPodocarpacae која досежу висину чак тридесет пута већу од одраслог човека. У вишим пределима расте ниже и дебље дрвеће. Неки планински кедрови преживели су ерупцију 1665. и стари су око 400 година. Изнад 1070 метара планина је прекривена густом шикаром која је отприлике висине човека. Изнад ње планинско цвеће улепшава гудуре и литице, док се на самом врху једино маховина и лишајеви држе за стене које сачињавају кратер. 
Раскошна папрат и пузавице расту у шумама Егмонта, а дрвеће је често прекривено светлозеленом маховином. Понекад се на гранама могу видети и бамбусове орхидеје. Ова орхидеја расте с доње стране грана, али се исисава сокове из њих, тачније припада врсти епифита. Уместо тога, њено корење извлачи хранљиве састојке из материја које се распадају из влаге на површини грана.

## Становништво
Вековима су планину Егмонт опходили само Маори. У речним долинама око ње налазили су окер који су мешали с уљем од морског пса и тако добијали боју за тело. Шуме планине скривале су их од непријатеља, а пећине су биле гробнице преминулих поглавица.
Према подацима из 2018. године, данас Таранаки броји око 117 000 људи, што је 2,5% од укупног становништва Новог Зеланда, док народ Маори чини 17,5% насељеника.